# Saline Sülze
Die Saline in Sülze war ein Werk zur Salzgewinnung und wurde seit dem Hochmittelalter bis zum Jahre 1862 betrieben. Sie bestimmte wesentlich die Geschichte des Dorfes Sülze und der umliegenden Heidedörfer.

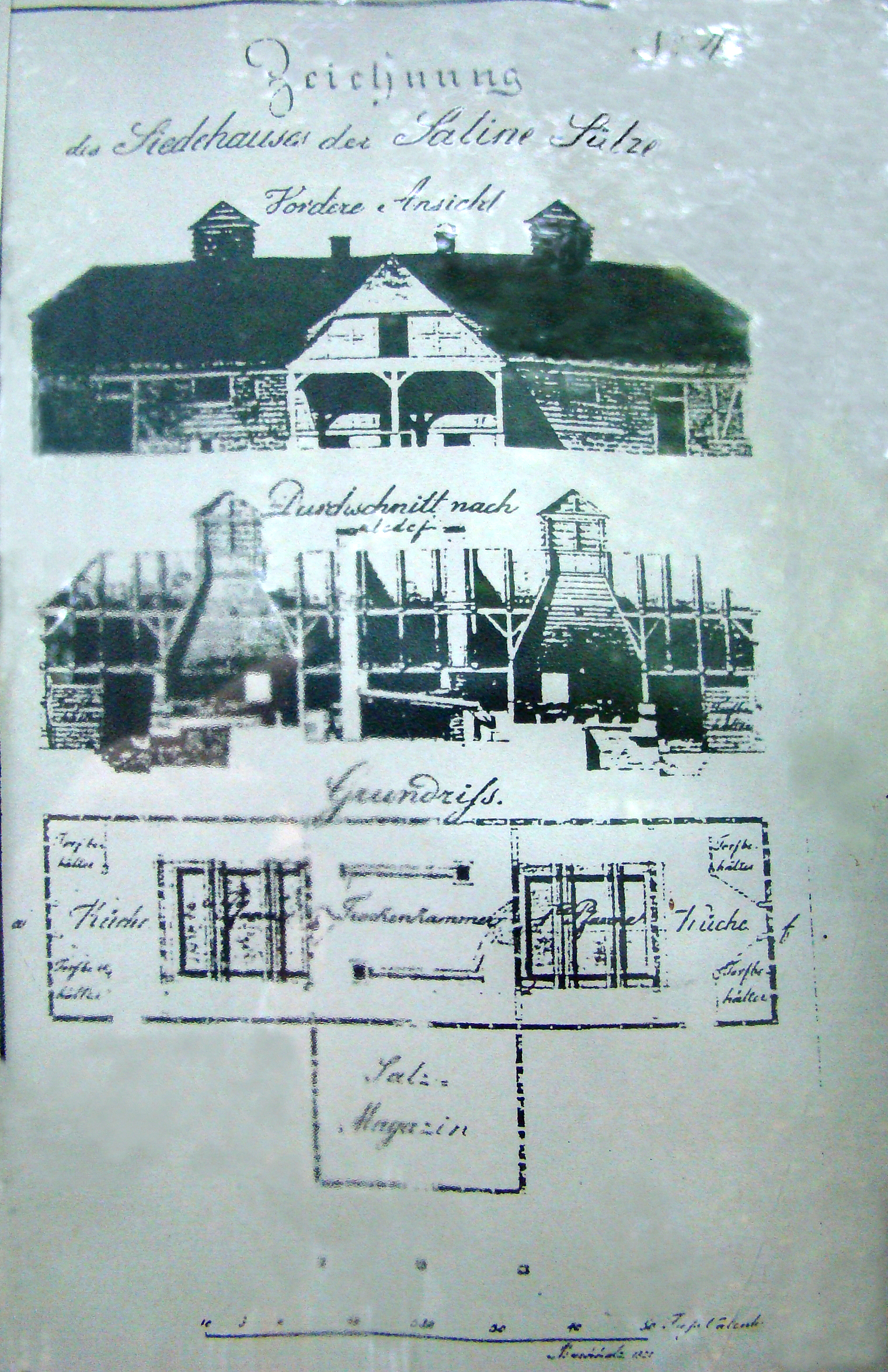
Siedehaus der Saline Sülze, Zeichnung von 1821

## Geschichte

### Der Beginn vor 1381

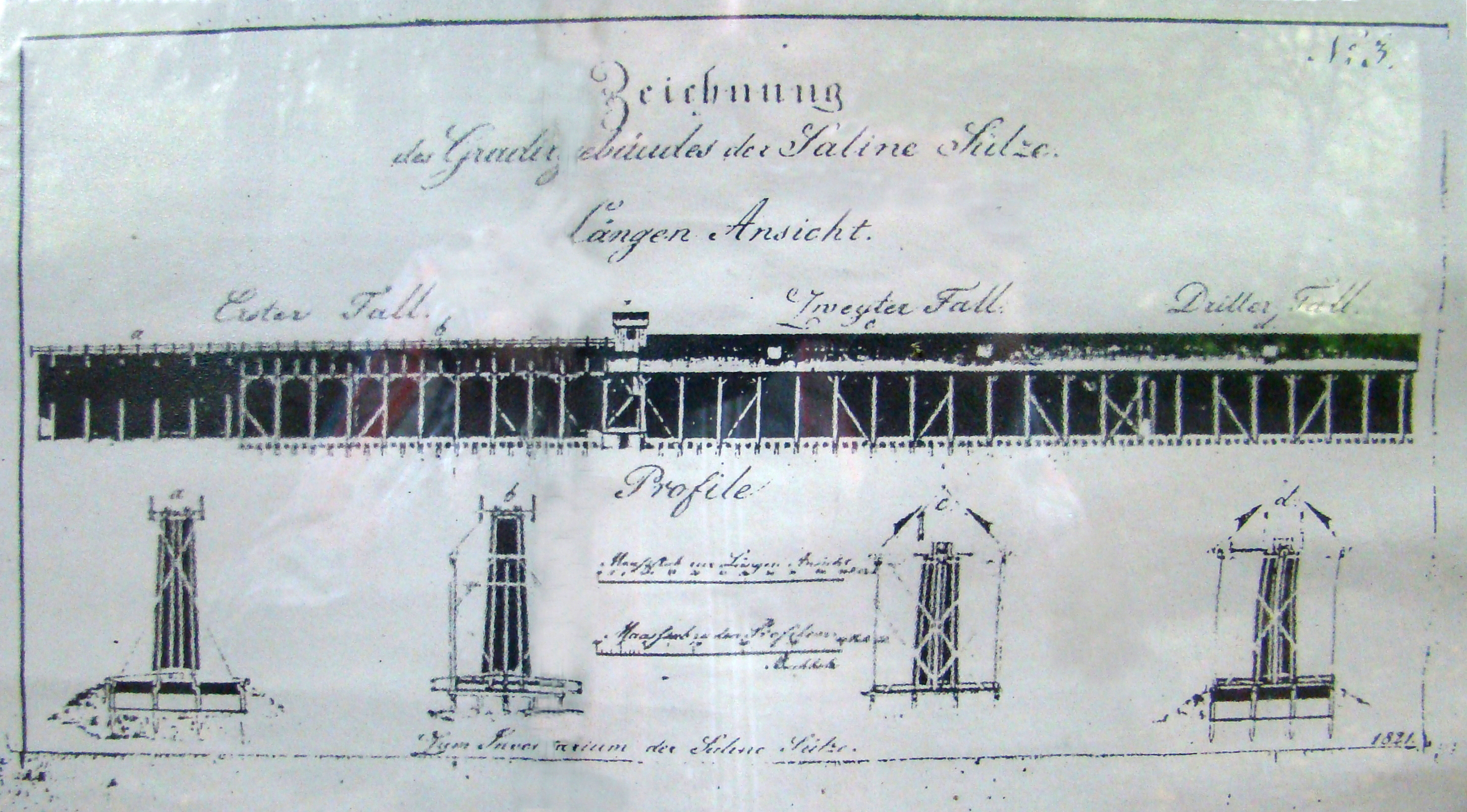
Gradierwerk der Saline Sülze, Zeichnung von 1821

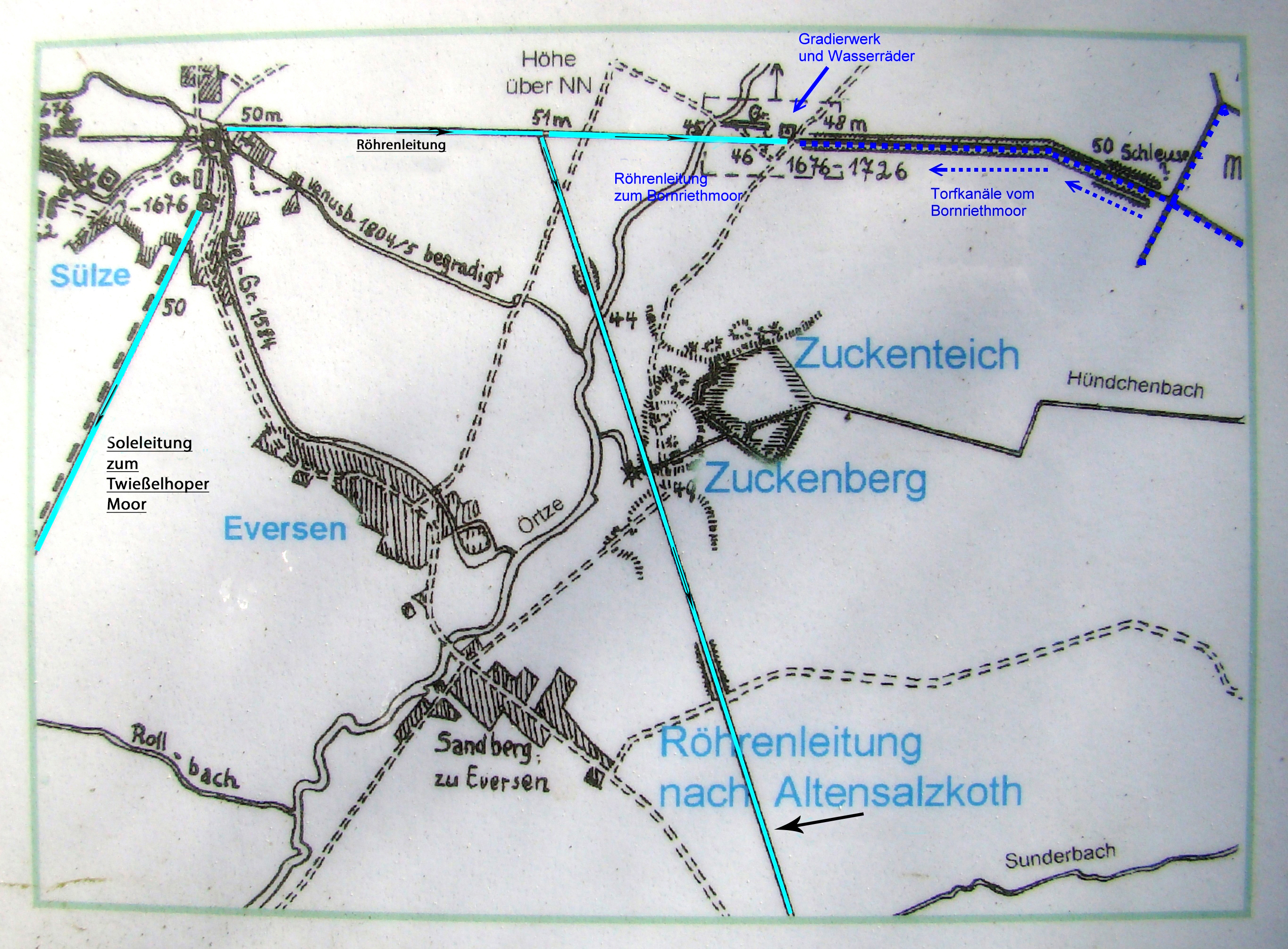
Soleleitung von Sülze zum Bornriethmoor und nach Altensalzkoth

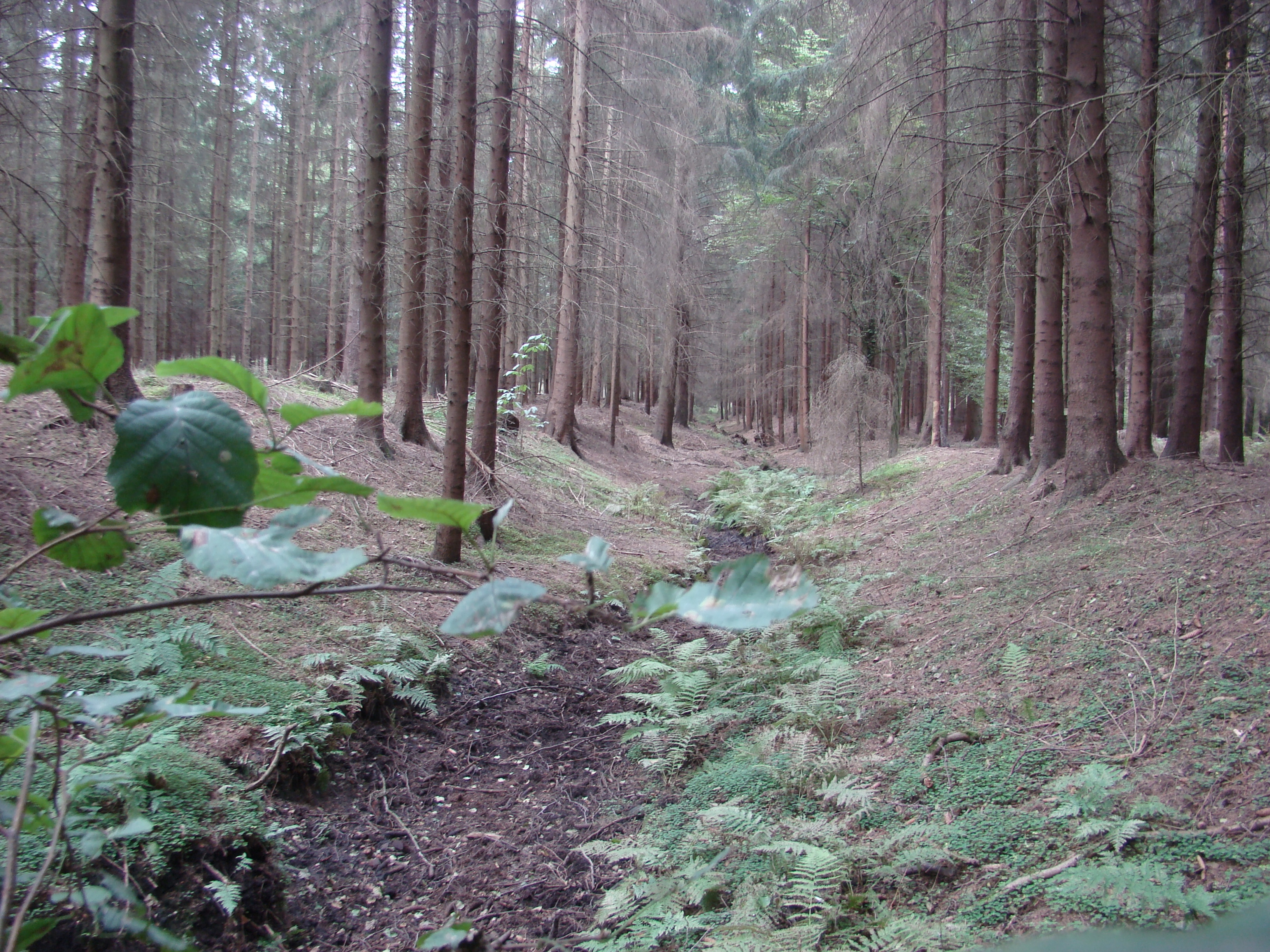
Schiffgraben aus dem Bornriethmoor

Urkundlich wurde die Saline in Sülze im Jahr 1381 erstmals in einem Verzeichnis über die Erhebung eines Pfannenzinses erwähnt. Bereits vor dieser Zeit wurde in Sülze Sole gefördert und daraus Salz gewonnen. Mit Eimern und wassergetriebenen Pumpen wurde die Sole aus dem an der Quelle errichteten Brunnen hochgefördert und über einen Graben, später über hölzerne Rohrleitungen, zu den Siedehäusern, auch Katen oder Koten genannt, geleitet. In diesen wurde in Siedepfannen über einem Torffeuer durch Erhitzen das Wasser verdampft, bis das Siedesalz übrigblieb. Die Blechpfannen hatten  eine Größe von 4 m bis 5 m × 3,50 m bis 4,20 m × 32 cm bis 39 cm Tiefe. Sie fassten so ca. 7 m³ Sole.
Maßgeblich gefördert wurde die Erschließung der Sülzer Sole durch die Herzöge des Fürstentums Lüneburg, die hiermit ein Gegengewicht zur Stadt Lüneburg aufbauen wollten. Lüneburg war es aufgrund des Salzhandels gelungen eine weitgehende Unabhängigkeit gegenüber dem Landesherren zu erreichen. Betrachtet man jedoch die gewonnenen Mengen, wird die Überlegenheit der Lüneburger Saline deutlich. Während in der Hansestadt durchschnittlich 110.000 t jährlich gefördert wurden, waren es in Sülze gerade einmal 4000 t. Hinzu kam, dass der Salzgehalt der Sole, der in Lüneburg bis zu 25 % betrug, in Sülze durchschnittlich nur 5 % erreichte und dadurch ein wirtschaftliches Arbeiten kaum möglich war.
Die Rechte zum Salzabbau lagen bei den Lüneburger Herzögen, wurden jedoch von diesen an die Besitzer der Siedepfannen verpachtet.

### Im 17. Jahrhundert

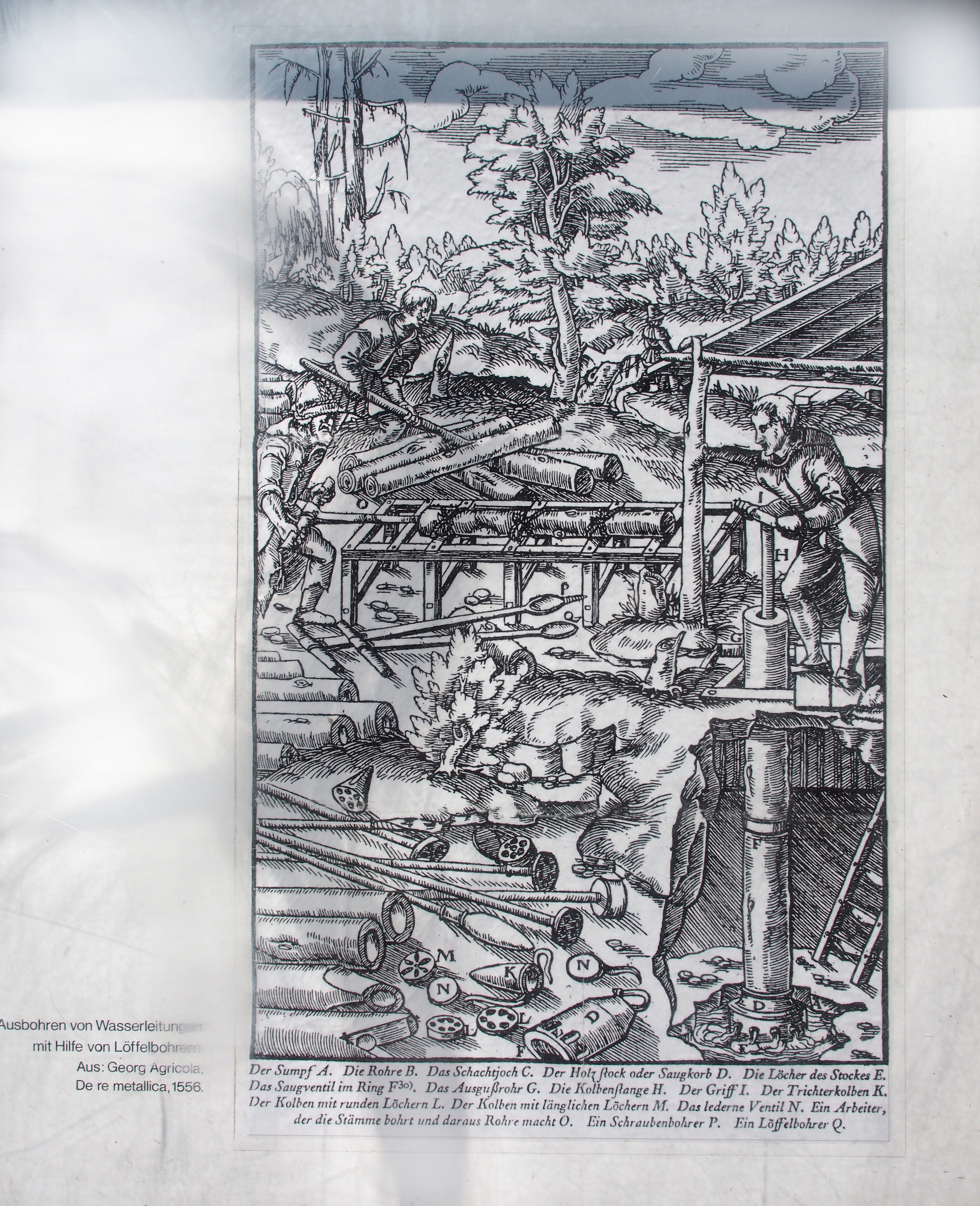
Grafische Darstellung, Herstellung einer Holzröhren-Leitung

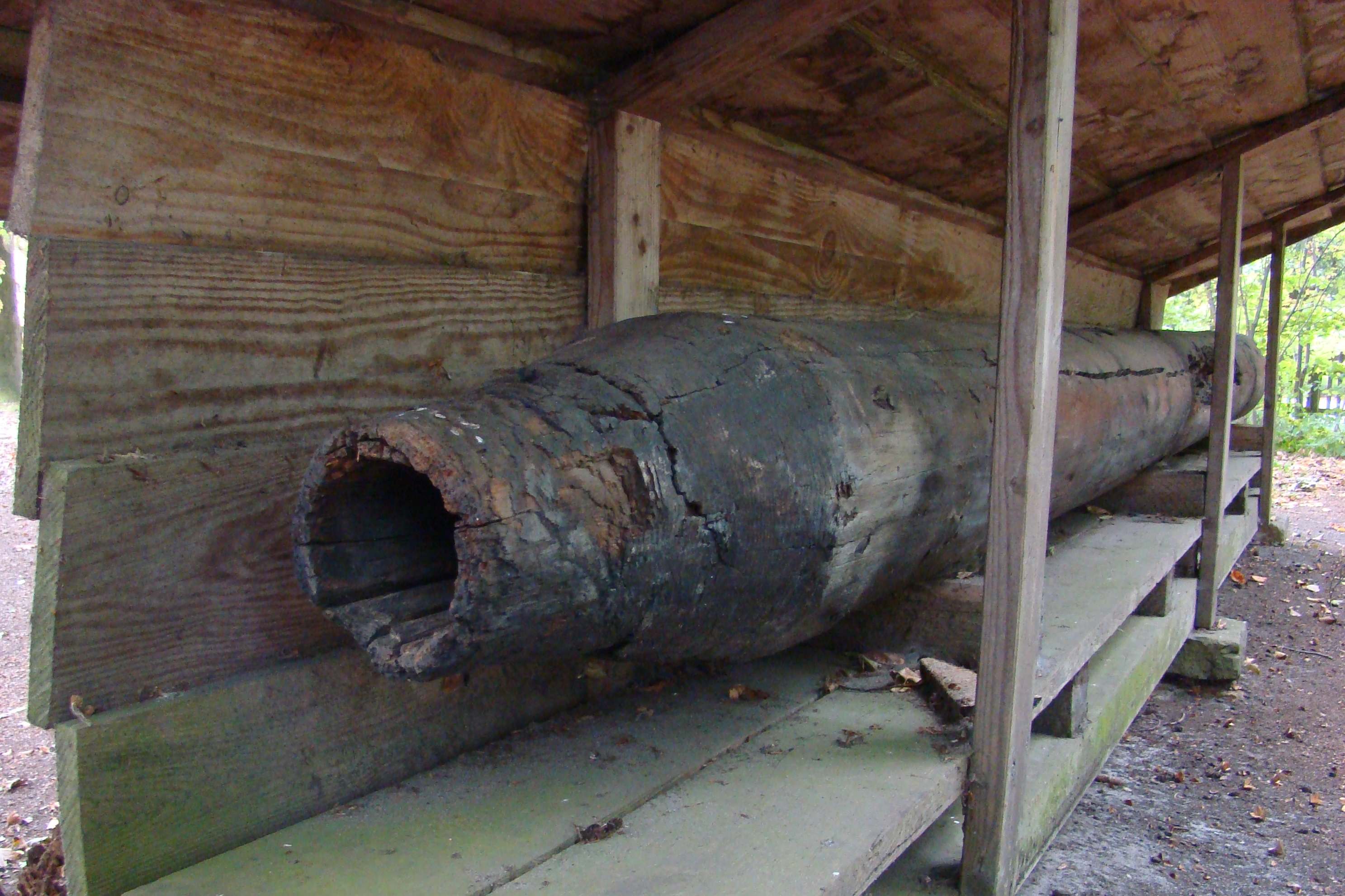
Eine Holzröhre der Soleleitung zum Transport der Salzsole von Sülze nach Altensalzkoth, wahrsch. von 1763/64

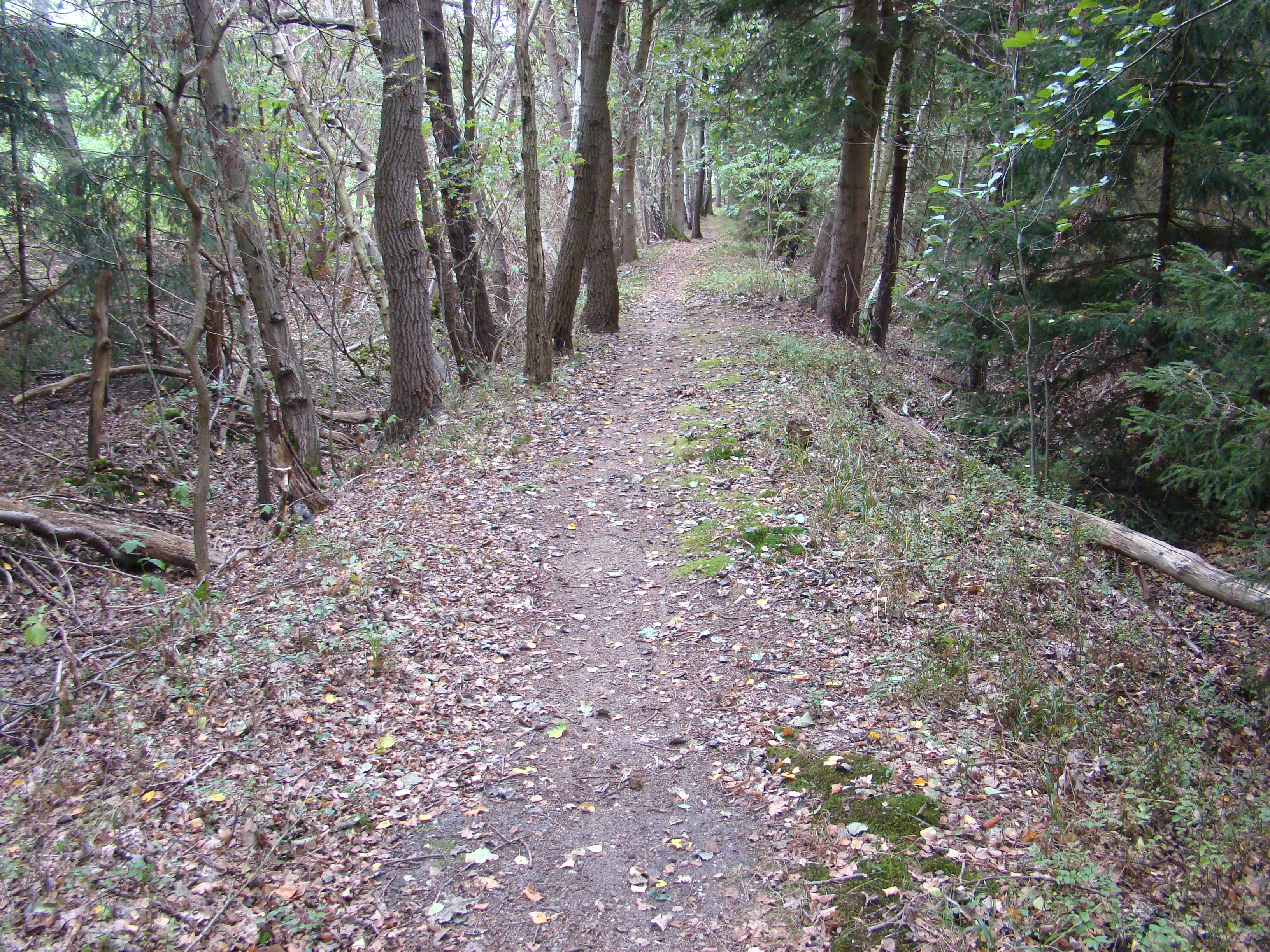
Bei Eversen, ein Teil des Röhrendamms von Sülze nach Altensalzkoth

Im Laufe der Jahrhunderte mussten die Siedestellen mehrfach wegen Brennstoffmangel in die umliegenden Dörfer verlegt werden. Sämtliche unmittelbar an Sülze angrenzenden Torfgebiete waren bereits abgebaut, ein produktives Wirtschaften vor Ort war nicht mehr möglich. In den Jahren von 1673 bis 1678 wurden die Siedestellen vom Twießelhoper Moor (Ostermoor) in das Bornriethmoor verlegt. Es wurden zwei Salzkaten mit je zwei Siedepfannen und ein Leckwerk von ca. 170 bis 200 m Länge, ca. 14 m Höhe und ca. 7,50 m in der Breite errichtet. Über einen extra ausgehobenen Schiffgraben wurde der Torf herangebracht (der Verlauf dieses Kanals ist zum Teil heute noch zu sehen). Die Sole kam über Holzröhren aus Sülze. In Moornähe wurde eine Bohrmühle für die Herstellung von Soleleitungsrohren aus Baumstämmen gebaut. Die Röhren waren aus Tannenstämmen, hatten eine Länge von 5,80 m bis 6,70 m und eine Bohröffnung von 5 Zoll (= 12,14 cm). Die aufgebohrten Baumstämme wurden zu einer Leitung zusammengesteckt.
Dazu wurde das Bohrloch an dem einen Stammende konisch vergrößert, das andere Stammende erhielt eine Spitze. Die Verbindungsstellen wurden sorgfältig abgedichtet. Die Leitung wurde in der Regel unterirdisch verlegt, damit das Holz nicht so schnell verrottete.

### Im 18. Jahrhundert
Bereits 1719 wurden erste Überlegungen angestellt die Siedestellen wieder zu verlegen, da das Bornriethmoor sich erschöpfte. 10 bis 15 Millionen Stück Torf wurden jährlich benötigt. In der Zeit von 1719 bis 1725 verlegte man die Soleleitung dann durch den „Everser Busch“ in das im „Scheuer Bruch“ neu entstehende Dorf Altensalzkoth. Dazu wurde die bestehende Röhrenleitung ab Lindhorst zunächst an der Örtze entlang, ostwärts an Eversen vorbei, zu den Salzkaten in Altensalzkoth verlegt. Ein Teil dieses Röhrendamms ist bei Eversen noch heute erhalten. Die Strecke hatte eine Länge von mehr als 3 km. Da die Sole jetzt aber über weite Strecken geleitet werden musste, entstanden nun neue Probleme. Am „Zuckenberg“ wurde die Sole durch eine wasserbetriebene Pumpe („Zucke“) 5 m hoch gepumpt, um das erforderliche natürliche Gefälle zu erreichen. Durch undichte Stellen in den Rohren ging auf dem Weg viel Sole verloren. Außerdem verstopften sie regelmäßig. Dadurch war auch hier ein produktives Wirtschaften bald nicht mehr möglich.
Bereits 1734 wurden erste Überlegungen angestellt, eine Rückverlegung in das Bornriethmoor vorzunehmen. Es blieb aber bei dem Plan. Erst im Jahr 1793, ausschlaggebend für die Verzögerung war wahrscheinlich der Siebenjährige Krieg (1756 – 1763), begann man  schließlich mit der Umlegung der Siedestellen nach Sülze. 1798 war die Verlegung abgeschlossen.  Dem weiterhin bestehenden Brennstoffmangel versuchte man durch ein verbessertes Transportsystem zu begegnen. Der Torf aus den umliegenden Mooren wurde jetzt mit Pferde- bzw. Ochsenfuhrwerken nach Sülze gebracht.

### 1862 das Ende
Im Jahr 1862 wurde der Betrieb eingestellt. Die Salzquellen wurden zugeschüttet. Als letzter Salineninspektor wird ein Georg Wilhelm Hahse genannt.

### 2012 Eröffnung des Salinenmuseums
Am 26. August wurde das Salinenmuseum im Salineninformationshaus im Bürgerpark im Rahmen einer kleinen Feier eröffnet. Neben einigen Schau- und Informationstafeln ist auch ein Modell der Saline und ein original Sole-Rohr zu sehen.